# Aldehuela de Yeltes (kommun)
Aldehuela de Yeltes är en kommun i Spanien.   Den ligger i provinsen Provincia de Salamanca och regionen Kastilien och Leon, i den centrala delen av landet, 220 km väster om huvudstaden Madrid. Antalet invånare är 217. Arean är 60 kvadratkilometer.
Terrängen i Aldehuela de Yeltes är platt.